# طيران طيبة
كانت شركة طيران طيبة Teebah Airlines شركة طيران مستأجرة مسجلة في سيراليون ومقرها عمان، الأردن وكانت تؤجر طائراتها لشركات طيران أخرى حسب الطلب. وكانت قاعدتها الرئيسية في مطار الملكة علياء الدولي.

## تاريخها
تأسست الشركة في عام 2004، وسيرت أول رحلاتها لصالح الخطوط الجوية العراقية، في رحلة بين بغداد والبصرة. أغلقت شركة طيران طيبة في عام 2008.
كانت شركة الطيران مدرجة على قائمة شركات الطيران المحظورة في الاتحاد الأوروبي .